# Пригоди Пелле Безхвостого
«Пригоди Пелле Безхвостого» (швед. Pelle Svanslös) — серія книг Єсти Кнутсона про доброго і довірливого котика, що в дитинстві втратив хвоста. Ця обставина суттєво шкодила котику, оскільки котяче товариство часто через це з нього кепкувало. Прототипом цього персонажа, був реальний кіт з дитинства письменника: під час сільських канікул він купив за зароблену крону сіре безхвосте кошеня. Він дуже любив його і дуже сумував, коли йому не дозволили забрати його з собою в місто.
Серед інших героїв книги хитрий Монс, простакуваті Біл та Бул, красуня Гулан, усього понад 70 котів. Своїм героям письменник надавав рис з реальних осіб: Пелле став альтер его свого творця, Монс, що уособив зло, має риси Гітлера, Біл та Бул — тогочасних політиків, а Майя — дружини письменника.

## Книжки серії
1. Пригоди Пелле Безхвостого (1939)
2. Нові пригоди Пелле Безхвостого (1940)
3. Пелле Безхвостий в Америці (1941)
4. Пелле Безхвостий — молодець (1942)
5. Пелле Безхвостий і випробування (1943)
6. Пелле Безхвостий і такса Макс (1944)
7. Пелле Безхвостий у школі (1945)
8. Браво, Пелле Безхвостий, браво! (1946)
9. Пелле Безхвостий і Майя Вершковий Ніс (1947)
10. Trillingarna Svanslös 1948
11. Alla tiders Pelle Svanslös 1951
12. Pelle Svanslös och julklappstjuvarna 1957

Серія була перекладена фінською, данською, норвезькою, німецькою, латвійською, польською. Український переклад 9 книг здійснила Галина Кирпа.

## Вшанування
Як національно відомий і улюблений персонаж, Пелле Безхвостий використовувався владою Упсали у маркетингових цілях: для дітей в Упсалі облаштовано Будинок Пелле Безхвостого, а також проводяться прогулянки місцями, описаними в книзі. Безхвостий Пелле, разом із університетом, собором і замком, є одним із символів Упсали. Є багато іграшок і сувенірів, які зображають найвідоміших героїв цих повістей, і навіть кулінарна книга з рецептами від Пелле.
Відкритий у березні 1993 року астероїд названо на честь Пелле Безхвостого (8535 Pellesvanslös)

## Екранізації та адаптації
1949 року Шведська королівська опера у Стокгольмі поставила дитячу оперу «Пелле Безхвостий», на музику Ерланда фон Коха. Вистава йшла щороку аж до 2001. 1990 — постановка стала телеспектаклем.
Серія була неодноразово екранізованою.
1981 року — вийшов анімований фільм «Пелле Безхвостий».
1985 — «Пелле Безхвостий в Америці».
1997 року — "Північний різдвяний календар «Пелле Безхвостий»
2000 — анімований фільм «Пелле Безхвостий і велике полювання на скарби».
Також серія була адаптована у форматі коміксів.